# André Patry
André Patry, francoski astronom, * 22. november 1902,  † 20. junij 1960.
André Patry je odkril 9 asteroidov. Njegov prvi odkriti asteroid je bil 1509 Esclangona v letu 1938.

## Delo
André Patry je zelo zgodaj izgubil starše. Pri 17 letih je pričel delati na Observatoriju Nica. Najprej je pomagal pri instrumentih. Pozneje se je popolnoma posvetil raziskavam asteroidov. Odkril je 9 asteroidov.

## Priznanja
Poimenovanja
Njemu v čast so poimenovali asteroid 1601 Patry, ki ga je odkril L. Boyer v letu 1942.
1. ↑  http://www.obs-hp.fr/dictionnaire/ — str. 358.